# Strongylocentrotus purpuratus
Strongylocentrotus purpuratus é uma espécie de ouriço-do-mar da família Strongylocentrotidae.

## Genoma

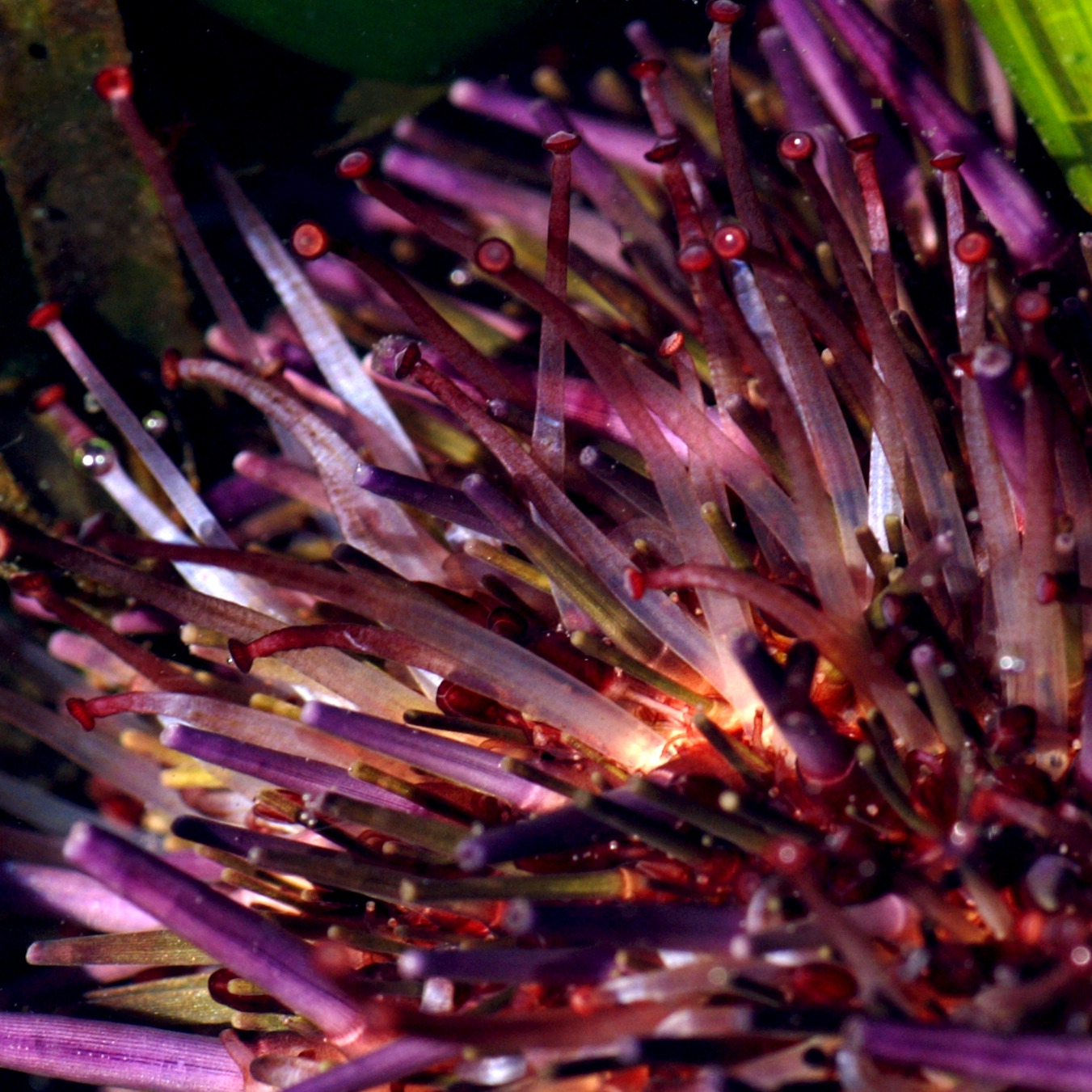
Uma espécime de ouriço do mar púrpura.

O seu genoma foi totalmente sequenciado e anotado em 2006 por equipas de cientistas de cerca de 70 instituções incluíndo o Laboratório Marinho Kerckhoff do Instituto de Tecnologia da Califórnia e o Centro de Sequenciação do Genoma Humano no Colégio Baylor de Medicina.
1. ↑  Kroh, Andreas (2010). «Strongylocentrotus Brandt, 1835». World Register of Marine Species. Consultado em 13 de fevereiro de 2012
2. ↑  «California Purple Sea-Urchin Genome Sequenced by International Team | Caltech». The California Institute of Technology. Consultado em 5 de dezembro de 2016